# ثائر حلاحلة
ثائر حلاحلة مواليد 1979، ولد في قرية خاراس شمال غرب مدينة الخليل، مُتزوج وأب لطفلة اسمها (لمار) ولدت بعد أن اعتقلته قوات الاحتلال الإسرائيلي في 27 يونيو/حزيران عام 2010 رهن «الاعتقال الإداري» استنادًا لما يُسمى بـ «الملف السري»، ودون تهمة أو لائحة اتهام وبلا مُحاكمة، وذلك للمرة الثامنة، وليصل مجموع ما أمضاه بالاعتقال الإداري قرابة سبع سنوات.
ثائر قرر المضي قدمًا على خطى الشيخ «خضر عدنان» مفجر ثورة الكرامة خلف القضبان وضد سياسة «الاعتقال الإداري»، ليعلن في الثامن والعشرين من شباط/فبراير الماضي إضرابه عن الطعام احتجاجًا على استمرار اعتقاله إداريا دون تهمة، وقد مضى على إضرابه (76) يومًا ليتخطى بذلك الرقم المُسجل باسم رفيق دربه الشيخ خضر عدنان الذي استمر بإضرابه عن الطعام لمدة (66) يومًا قبل أن يتحرر قبل ثلاثة أسابيع.
قال لزوجته من خلف القضبان: